# Makito Itō
Makito Itō (伊藤 槙人 Itō Makito?, Shizuoka, 18 de octubre de 1992) es un futbolista japonés que juega de defensa en el Yokohama FC de la J1 League.

## Trayectoria

### Clubes
| Club                  | País  | Año       |
| --------------------- | ----- | --------- |
| JEF United Chiba      | Japón | 2015      |
| Mito HollyHock        | Japón | 2016-2019 |
| Fujieda MYFC (cedido) | Japón | 2017      |
| Yokohama F. Marinos   | Japón | 2019-2021 |
| Júbilo Iwata (cedido) | Japón | 2021      |
| Júbilo Iwata          | Japón | 2022-2024 |
| Yokohama FC           | Japón | 2025-     |

## Palmarés

### Títulos nacionales
| Título    | Club                | País  | Año  |
| --------- | ------------------- | ----- | ---- |
| J1 League | Yokohama F. Marinos | Japón | 2019 |